# Obrovnica
Obrovnica is een plaats in de gemeente Bjelovar in de Kroatische provincie Bjelovar-Bilogora. De plaats telt 198 inwoners (2001).